# 赵季平
赵季平（1945年7月20日—），男，甘肃平凉人，中国作曲家，西安音乐学院前院长，中国音乐家协会主席。西安音乐学院、中央音乐学院校友。画家赵望云之子。

## 生平
趙季平的家庭堪稱藝術世家，父親趙望雲為畫家，是長安畫派的領袖，兄趙振川、趙振霄分別為畫家、大提琴家，子赵麟亦为作曲家。
趙季平1945年7月20日生於中華民國河北省束鹿縣（今中華人民共和國河北省辛集市）。12歲時報考西安音樂學院附中，因父親被歸類於“右派”而未能通過政治審查。後於15歲時仍考入該校作曲系，畢業後分配到陝西省戲曲研究院工作，潛心研究國樂。文革結束後，趙季平進入中央音樂學院就讀，1984年時為電影《黄土地》配樂，1987年又為《红高粱》配樂而知名。1984年12月加入中国共产党。
2008年至2015年任西安音乐学院院长，2009年12月当选中国音乐家协会主席。2018年2月24日，当选为第十三届全国人大代表。

## 作品

### 影视配乐
他为诸多影视作品配乐作曲，包括：

#### 电影
- 《黄土地》
- 《红高粱》（第八届“金鸡”奖最佳作曲奖）
- 《大红灯笼高高挂》
- 《活着》
- 《五个女子和一根绳子》（法国“南特”国际电影节最佳音乐奖）
- 《孔繁森》获第十六届“金鸡”奖最佳作曲奖；
- 《漂亮媽媽》
- 《西遊記第壹佰零壹回之月光寶盒》
- 《西遊記大結局之仙履奇緣》
- 《大阅兵》
- 《老井》
- 《菊豆》
- 《秋菊打官司》
- 《霸王别姬》
- 《一九四二》
- 《秦颂》

#### 电视剧
- 《燕子李三》
- 《水浒传》(第十六届“飞天”奖最佳音乐桨，其中“好汉歌”获最佳歌曲奖)
- 《嫂娘》(第十八届“金鹰”奖最佳音乐奖)
- 《笑傲江湖》
- 《大宅门》
- 《乔家大院》
- 《大秦帝国之裂变》
- 《大秦帝国之纵横》
- 《三国》
- 1994版《倚天屠龙记》
- 《康熙微服私访记》
- 《大明王朝1566》

### 其他作品
- 歌曲《黄河鼓震》、《西部扬帆》（“五个一工程入选”）
- 歌曲《祖国强大、国旗增色》（建国五十周年歌曲征集一等奖）
- 《第一交响乐》（首届“金钟”奖优秀作品铜奖）
- 《第二交响乐 - 和平颂》
- 《第三交響樂 - 風雅頌之交響》
- 《第一小提琴協奏曲》

#### 唱片
- 琵琶协奏曲《祝福》
- 大提琴與樂隊《莊周夢》
- 管子与乐队《丝绸之路幻想曲》
- 《黄河遥遥》（日本JVC唱片公司）
- 舞剧《大漠孤烟直》
- 交响音画《太阳鸟》
- 交响叙事诗《霸王别姬》
- 室内乐作品《关山月——丝绸之路印象》
- 舞剧《情天·恨海圆明园》

## 其他
- 1985年起任陕西省戏曲研究院副院长。
- 1991年起任陕西省歌舞剧院院长，曾兼任中国音乐家协会副主席、陕西省文联副主席、陕西省音乐家协会副主席、陕西省电影音乐学会会长和陕西省八届人大代表、中共十五大代表、陕西省第十届政协委员等职务。
- 2004年当选陕西文联主席。
- 2008年當選第十一屆全國人民代表大會代表，並擔任主席團成員